# Alma Juventus Fano 1906
Alma Juventus Fano 1906, thường được gọi là Fano, là một câu lạc bộ bóng đá Ý đến từ Fano, Marche

## Lịch sử
Câu lạc bộ được thành lập vào năm 1906 với tên là Socà Ginnastica Alma Juventus Fano, được đặt theo tên của một giáo sư về tiếng Latin "Liceo Guido Nolfi" di Fano.
Đội đầu tiên được gọi là Fanum Fortunae và tiếp theo là Emilio Caiani của Milan, người đã du nhập bóng đá nhưng không quá nổi tiếng.
Vào ngày 13 tháng 5 năm 1915 tại Circolo di San P Parentiano, người bảo trợ của thành phố, đã sinh ra Câu lạc bộ bóng đá Alma Juventus trong số các cầu thủ trẻ.
Năm 1925, đội bóng tham gia vào giải khu vực đầu tiên của Marche, Terza Divisione.
Năm 1930, khánh thành sân vận động mới "Borgo Metauro" bây giờ được đặt tên theo một cầu thủ chơi cho Fano rất lâu, Raffaele Mancini.
Năm 1935, đội thi đấu lần đầu tiên ở Serie C, thi đấu với các đội nổi tiếng như Venezia, Vicenza, Rimini, Udinese, Treviso, Ancona, Mantova. Năm đó, đội cũng chơi một trận đấu với Milan.
Trong thời kỳ phát xít, đại bàng với chùm tia là biểu tượng của đội. Sau Thế chiến II, chùm tia được thay thế bằng huy hiệu.
Fano dành nhiều năm ở Serie C1 và Serie C2, nhưng không đạt được sự thăng hạng lên Serie B. Vài năm Fano đã xuống hạng Serie D.
Trong Fano mùa 2008-09, Fano, được chơi ở Serie D, sau khi đã dẫn đầu bảng trong nhiều lượt, trong những ngày cuối cùng đã bị Pro Vasto vượt qua, và đứng thứ hai trong giải đấu, một vị trí cho phép chơi ở trận playoffs và tham gia trận đấu 2009-10 Coppa Italia với Lumezzane.
Trong mùa giải 2009-2010, đội bóng đã được ở lại Lega Pro Seconda Divisione sau thất bại của một số đội bóng. Ba mùa giải gần nhất trong Lega Pro Seconda Divisione Fano đã chơi ở giải đấu này.

## Màu sắc và huy hiệu
Màu chính thức của câu lạc bộ là garnet, một màu đỏ sẫm.

## Sân nhà
Stadio Raffaele Mancini, (1930-hiện tại) tại Arturo Toscanini, 12, Fano, Ý 61032
Sân vận động Raffaele Mancini tồn tại từ năm 1930 và không thay đổi nhiều kể từ đó. Chỉ có khán đài chính có mái che và hơn 500 chỗ ngồi, trong khi đến các khán đài còn lại, một bên cạnh và một ở phía cuối, vẫn không có sân thượng. Khi được mở, nó thường được biết đến với cái tên Borgo Metauro, nhưng sau đó đã điều chỉnh tên của Stadio Raffaele Mancini, vinh danh một cầu thủ kết thúc sự nghiệp của anh ấy với đội.